# Angel's 3Piece!
Angel's 3Piece! (天使の3P!?, Tenshi no 3P!), anche nota come Here Comes the Three Angels, è una serie di light novel scritta da Sagu Aoyama e illustrata da Tinkle, edita da ASCII Media Works, sotto l'etichetta Dengeki Bunko, da giugno 2012. Due adattamenti manga hanno iniziato la serializzazione rispettivamente su Dengeki Moeoh e Dengeki G's Comic nel 2013 e 2014, mentre un adattamento anime, prodotto da Project No.9, è stato trasmesso in Giappone tra il 10 luglio e il 25 settembre 2017.

## Personaggi
Kyō Nukui (貫井 響?, Nukui Kyō)
Doppiato da: Yūki Inoue
Jun Gotō (五島 潤?, Gotō Jun)
Doppiata da: Yūko Ōno
Nozomi Momijidani (紅葉谷 希美?, Momijidani Nozomi)
Doppiata da: Yurika Endō
Sora Kaneshiro (金城 そら?, Kaneshiro Sora)
Doppiata da: Aoi Koga
Kurumi Nukui (貫井 くるみ?, Nukui Kurumi)
Doppiata da: Rina Hidaka
Kōme Ogi
Doppiata da: Kana Hanazawa
Sakura Toriumi
Doppiata da: Kanae Itō

## Media

### Light novel
La serie di light novel è stata scritta da Sagu Aoyama con le illustrazioni di Tinkle. Il primo volume è stato pubblicato da ASCII Media Works, sotto l'etichetta Dengeki Bunko, il 10 giugno 2012 e al 10 febbraio 2018 ne sono stati messi in vendita in tutto undici.
| Nº | Data di prima pubblicazione | Data di prima pubblicazione | Data di prima pubblicazione |
| Nº | Giapponese                  | Giapponese                  |                             |
| -- | --------------------------- | --------------------------- | --------------------------- |
| 1  | 10 giugno 2012              | ISBN 978-4-04-886627-9      |                             |
| 2  | 10 ottobre 2013             | ISBN 978-4-04-866025-9      |                             |
| 3  | 10 giugno 2014              | ISBN 978-4-04-866646-6      |                             |
| 4  | 10 ottobre 2014             | ISBN 978-4-04-869007-2      |                             |
| 5  | 10 febbraio 2015            | ISBN 978-4-04-869257-1      |                             |
| 6  | 10 ottobre 2015             | ISBN 978-4-04-865448-7      |                             |
| 7  | 9 aprile 2016               | ISBN 978-4-04-865877-5      |                             |
| 8  | 8 ottobre 2016              | ISBN 978-4-04-892405-4      |                             |
| 9  | 10 marzo 2017               | ISBN 978-4-04-892746-8      |                             |
| 10 | 7 luglio 2017               | ISBN 978-4-04-893229-5      |                             |
| 11 | 10 febbraio 2018            | ISBN 978-4-04-893618-7      |                             |

### Manga
Un primo adattamento manga, intitolato Tenshi no 3P! no 3P!! (天使の3P!の3P!!?) e disegnato da Omiya, ha iniziato la serializzazione sulla rivista Dengeki Moeoh di ASCII Media Works il 26 ottobre 2013. Due volumi tankōbon sono stati pubblicati rispettivamente il 10 luglio 2015 e il 10 marzo 2017.
| Nº | Data di prima pubblicazione | Data di prima pubblicazione | Data di prima pubblicazione |
| Nº | Giapponese                  | Giapponese                  |                             |
| -- | --------------------------- | --------------------------- | --------------------------- |
| 1  | 10 luglio 2015              | ISBN 978-4-04-865170-7      |                             |
| 2  | 10 marzo 2017               | ISBN 978-4-04-892571-6      |                             |

Un secondo adattamento manga, a cura di Yuzu Mizutani, ha iniziato la serializzazione su Dengeki G's Comic il 30 maggio 2014. Sei volumi tankōbon sono stati messi in vendita tra il 10 novembre 2014 e l'8 settembre 2017.
| Nº | Data di prima pubblicazione | Data di prima pubblicazione | Data di prima pubblicazione |
| Nº | Giapponese                  | Giapponese                  |                             |
| -- | --------------------------- | --------------------------- | --------------------------- |
| 1  | 10 novembre 2014            | ISBN 978-4-04-869030-0      |                             |
| 2  | 10 luglio 2015              | ISBN 978-4-04-865214-8      |                             |
| 3  | 10 febbraio 2016            | ISBN 978-4-04-865746-4      |                             |
| 4  | 8 ottobre 2016              | ISBN 978-4-04-892475-7      |                             |
| 5  | 10 luglio 2017              | ISBN 978-4-04-892984-4      |                             |
| 6  | 8 settembre 2017            | ISBN 978-4-04-893316-2      |                             |

### Anime
Annunciato il 2 ottobre 2016 all'evento Dengeki Bunko aki no saiten da Kadokawa, un adattamento anime, prodotto da Project No.9 e diretto da Shinsuke Yanagi, è andato in onda dal 10 luglio al 25 settembre 2017. Le sigle di apertura e chiusura sono rispettivamente Habataki no birthday (羽ばたきのバースデイ?, Habataki no bāsudei) e Kusabi (楔?), entrambe interpretate dal gruppo Baby's Breath (formato da Yūko Ōno, Yurika Endō e Aoi Koga). Gli episodi sono stati trasmessi in streaming in simulcast, anche coi sottotitoli in lingua italiana, da Crunchyroll.

#### Episodi
| Nº | Titolo italiano Giapponese 「Kanji」 - Rōmaji | In onda           | In onda |
| Nº | Titolo italiano Giapponese 「Kanji」 - Rōmaji | Giapponese        |         |
| 1  | Batticuore per le bambine delle elementari! 「小学生にドッキリ！」 - Shōgakusei ni dokkiri! | 10 luglio 2017    |         |
| 2  | Il desiderio di farlo insieme 「いっしょにやりたい気持ち」 - Issho ni yaritai kimochi | 17 luglio 2017    |         |
| 3  | Il ragazzo che scappa e le bambine della chiesa 「停滞する少年の下降と逃走、そして教会から来た少女達」 - Teitai suru shōnen no kakō to tōsō, soshite kyōkai kara kita shōjo-tachi | 24 luglio 2017    |         |
| 4  | Il mondo è solo rock 'n' roll 「この世はすべてロックンロール」 - Kono yo wa subete rokku n rōru | 31 luglio 2017    |         |
| 5  | Se è così divertente scattarti foto, è perché non sai quanto sei carina 「君の姿を撮るのが楽しいんだ。なぜなら君はとても可愛いのにそれに全く気がついていないから。」 - Kimi no sugata o toru no ga tanoshiin da. Nazenara kimi wa totemo kawaii noni sore ni mattaku kigatsuiteinai kara. | 7 agosto 2017     |         |
| 6  | Giù le mani dalla bassista! 「ベーシストを連れてくな！」 - Bēshisuto o tsureteku na! | 14 agosto 2017    |         |
| 7  | Invito a sorpresa 「びっくり招待状」 - Bikkuri shōtaijō | 21 agosto 2017    |         |
| 8  | La ragazza dell'illustrazione 「壁画の美少女」 - Hekiga no bishōjo | 28 agosto 2017    |         |
| 9  | La divinità sarebbe potuta annegare se non fossimo arrivati in tempo 「たどりつくのが遅かったら溺れる神様を救えなかったかもしれない小学生達」 - Tadoritsuku no ga osokattara oboreru kamisama o sukuenakatta kamoshirenai shōgakusei-tachi                                                | 4 settembre 2017  |         |
| 10 | Un appuntamento vero e proprio 「まるっきりデート」 - Marukkiri dēto | 11 settembre 2017 |         |
| 11 | Band, battaglie e melodie 「対バンと旋律」 - Tai-ban to senritsu | 18 settembre 2017 |         |
| 12 | Non posso che amare la musica 「音楽を好きにならずにいられない」 - Ongaku o suki ni narazu ni irarenai | 25 settembre 2017 |         |